# Liste der Monuments historiques in Argentières
Die Liste der Monuments historiques in Argentières führt die Monuments historiques in der französischen Gemeinde Argentières auf.

## Liste der Objekte
Zum Verständnis siehe: Kirchenausstattung
| Bezeichnung                              | Beschreibung | Standort                       | Kennzeichnung | Schutzstatus | Datum | Bild |
| ---------------------------------------- | --- | ------------------------------ | ------------- | ------------ | ----- | ---- |
| Grabplatte eines Adligen und seiner Frau | Stein, 1517 | in der Kirche St-Bonnet (Lage) | PM77000016    | Classé       | 1907  |      |
| Skulptur Madonna und Kind                | Terrakotta, farbig gefasst, 18. Jahrhundert | in der Kirche St-Bonnet (Lage) | PM77004526    | Inscrit      | 1968  |      |
| Prozessionsfahne Heiliger Vinzenz        | Stoff, Goldfaden, 19. Jahrhundert | in der Kirche St-Bonnet (Lage) | PM77004619    | Inscrit      | 1987  |      |
| Hauptaltar                               | Tabernakel, Retabel und Gemälde Grablegung Christi; Altar: Holz, Jahrhundert; Gemälde: Öl auf Leinwand, 19. Jahrhundert, Kopie nach Caravaggio | in der Kirche St-Bonnet (Lage) | PM77004618    | Inscrit      | 1987  |      |
| Taufbecken                               | Marmor, 18. Jahrhundert | in der Kirche St-Bonnet (Lage) | PM77004617    | Inscrit      | 1987  |      |
| Skulptur Heilger Vinzenz                 | Holz, farbig gefasst und vergoldet, 18. Jahrhundert                                                                                            | in der Kirche St-Bonnet (Lage) | PM77004527    | Inscrit      | 1986  |      |